# Rok Kopitar
Rok Kopitar, slovenski atlet, * 5. maj 1959, Celje.
Kopitar je za Socialistično federativno republiko Jugoslavijo nastopil na Poletnih olimpijskih igrah 1980 v Moskvi ter na Poletnih olimpijskih igrah 1988 v Seulu. V Moskvi je nastopil v teku na 400 metrov z ovirami in v štefeti 4 x 400 metrov z ovirami. Posamično je osvojil peto mesto, štafeta pa je končala na tretjem mestu prve skupine, kar ni zadostovalo za uvrstitev v zaključne boje.
V Seulu je nastopil samo v posamičnem teku na 400 metrov z ovirami, a je izpadel že v predtekmovanju.
V isti disciplini je osvojil zlato medaljo na Sredozemskih igrah 1979 v Splitu.
Osebni rekord je s časom 49,11s postavil 3. junija 1980 v Mariboru, ta rezultat je bil državni rekord Slovenije do avgusta 2022.